# 寺町涡螺
寺町涡螺（学名：Teramachia johnsoni williamsorum），是新腹足目涡螺科Teramachia属的一种。主要分布于台湾，常栖息在深海。